# Vampire Rodents
I Vampire Rodents sono stati un gruppo musicale statunitense di genere industrial e rock sperimentale.
Nei loro brani, eseguiti da cantanti diversi, i testi sono scritti in 4 lingue (inglese, latino, tedesco, cinese) ed usano dei metodi compositivi particolari: la Sample-Based Composition e la Linear Time Graph Notation.
I componenti fondatori del gruppo sono stati Daniel Vahnke (voce, chitarra, di professione antropologo) e Victor Wulf (tastiere), due canadesi conosciutisi a Phoenix in Arizona. Le loro influenze principali erano la musica d'avanguardia e l'ambient music. Successivamente alla riedizione su Dossier del primo disco in origine autoprodotto, War Music (1991), si aggrega Andrea Akastia (violino e violoncello).
Il secondo disco Premonition del 1992 esce per l'etichetta del gruppo, la V.R. Records.
Col terzo album Lullaby Land (1993, Re-Constriction Records) il gruppo viene apprezzato per la sua originalità. Nell'album, oltre al metal e all'industrial dei dischi precedenti si uniscono ritmi funky, jazz  ed elettronica tanto che è considerato da molti critici tra i migliori album di rock sperimentale di tutti i tempi.
I componenti del gruppo affiancano all'attività con il gruppo progetti paralleli solisti. Vahnke con lo pseudonimo di Ethan Bunny, mentre Wulf con quello di Dilate.
Il gruppo si è sciolto nel 1996 dopo il quinto album Gravity's Rim.

## Discografia
- 1990 – War Music
- 1992 – Premonition
- 1993 – Lullaby Land
- 1995 – Clockseed
- 1996 – Gravity's Rim